# Ирошников, Михаил Павлович
Михаи́л Па́влович Иро́шников (4 января 1934, Ленинград — 21 апреля 2019, Санкт-Петербург) — советский и российский историк, доктор исторических наук, профессор Санкт-Петербургского государственного университета, заслуженный деятель науки Российской Федерации (1996), почётный работник высшего профессионального образования Российской Федерации (2009), академик Академии Гуманитарных наук.

## Биография
Родился в семье служащих Павла Александровича и Фаины Михайловны Ирошниковых. Всю Великую Отечественную войну, включая тяжелейшие годы блокады Ленинграда, провёл в родном городе.
В 1951—1956 годах — студент юридического факультета ЛГУ. В 1953—1956 годах параллельно обучался на историческом факультете ЛГУ, ученик С. Н. Валка и А. И. Андреева. Оба факультета окончил с отличием.
В 1958—1962 годах он учился в заочной аспирантуре ЛОИИ. В 1964 году защитил кандидатскую диссертацию «Совет Народных Комиссаров (октябрь 1917 — январь 1918 гг.)». В 1974 году защитил докторскую диссертацию «Председатель Совета Народных комиссаров В. И. Ульянов (Ленин): очерки государственной деятельности в 1917—1918 гг.». В 1976 году ВАКом СССР присуждена степень доктора исторических наук. В 1985 году присвоено звание профессора.
С 1957 по 1994 год М. П. Ирошников работал в Ленинградском отделении Института истории АН СССР (ныне — Санкт-Петербургский институт истории РАН). В 1972 году ему было присвоено звание старшего научного сотрудника. С начала 1980-х годов исполнял обязанности заведующего сектором изучения и публикации исторических источников и заместителя директора ЛОИИ АН СССР.
С 1980 года преподавал на историческом факультете. В 1997 году М. П. Ирошников был принят в штат сотрудников Исторического факультета — сначала в должности профессора кафедры русской истории, затем — в должности профессора кафедры новейшей истории России. С 2005 года профессор кафедры архивоведения. Читал общие и специальные курсы, проводил семинарские занятия по истории России XX века, истории государственных учреждений, введению в специальность, источниковедению, архивоведению и историографии отечественной истории.
Крупнейший специалист в области политической истории России XX века, истории государственных учреждений, источниковедения и археографии, исторической библиографии, архивоведения и историографии. По этой проблематике им опубликовано более 20 монографий. М. П. Ирошников издал около 300 трудов, некоторые из которых переведены на иностранные языки, отмечены почетными медалями и дипломами.
М. П. Ирошников входил в состав Научных советов РАН по истории революций в России и проблемам источниковедения и историографии, Проблемного Совета по отечественной истории Минвуза РФ, диссертационных советов СПбГУ. Являлся членом бюро Археографической комиссии РАН и председателем её Санкт-Петербургского отделения; членом редакционных коллегий научных изданий «Археографический ежегодник» (Москва), «Вспомогательные исторические дисциплины» (Санкт-Петербург), «Памятники исторической мысли» (Москва).
Имел звание «Заслуженный деятель науки Российской Федерации», был награждён медалью «За оборону Ленинграда», имел Золотой знак Исторического факультета СПбГУ.
Скоропостижно скончался 21 апреля 2019 года, похоронен на Смоленском кладбище Санкт-Петербурга.

## Основные работы
Книги
- Создание советского центрального государственного аппарата: Совет народных комиссаров и народные комиссариаты. Октябрь 1917 г. — январь 1918 г. М., 1966.;
  - 2-е изд., испр. и доп. Л.: Наука, 1967. 302 с.
- Ирошников М. П., Чубарьян А. О. Тайное становится явным. Об издании секретных договоров царского и временного правительств. — М.: Наука, 1970;
- Председатель Совета Народных Комиссаров. В. И. Ульянов (Ленин): очерки государственной деятельности в 1917—1918 гг. Л.: Наука, 1974. 448 с.
- Во главе Совнаркома. Л., 1977.
- Осуществление мечты: В. И. Ленин и государство Советов : историко-документальные очерки. Л.: Лениздат, 1980.
- Председатель Совнаркома и Совета Обороны В. И. Ульянов (Ленин): очерки государственной деятельности в июле 1918 — марте 1920 г. Л.: Наука, 1980. 336 с.
- Рождённое Октябрём: очерки истории становления Советского государства. Л.: Наука, 1987. 256 с. (в сер. «Страницы истории нашей Родины»)
- Ирошников М. П., Ваксер А. З. Трансформация массового идеологического стереотипа в России XX века // Логос: общество. Знак: (к исследованию проблемы феноменологии дискуссий). СПб., 1997. С. 27-31.
- Ирошников М. П., Ваксер А. З. Россия в XX веке: народ, власть, войны, революции, общество. Учебная книга по отечественной истории. СПб.: Изд-во СПбГУ, 2004. 607 с. (2-е изд. 2005)

Статьи
- Малоизвестная страница биографии О. Ю. Шмидта // Источниковедение и краеведение в культуре России: Сборник к 50-летию служения Сигурда Оттовича Шмидта Историко-архивному институту. М., 2000. С. 223—225.
- Государственность в России: традиции и современность // Исследования по русской истории: Сборник статей к 65-летию проф. И. Я. Фроянова / отв. ред. В. В. Пузанов. Ижевск, 2001. С. 357—365.
- Штрихи к облику С. Н. Валка // Археографический ежегодник за 2000 год. М.: Наука. 2001. С. 325—328.
- Из начальной истории Наркомюста // 200 лет Министерству юстиции РФ (1802—2002). М., 2002.
- Ирошников М. П., Кулегин А. М. «Засекреченной ленинианы» больше не существует! // Политическая история России: теория и музейная практика: сборник научных трудов. СПб., 2002. Вып. 3. С. 122—134.
- Ирошников М. П., Кулегин А. М. Рецензия на книгу: В. И. Ленин. Неизвестные документы (1891—1922). М., 1999. // Вопросы истории. 2002. № 8.
- Из начальной истории становления советского центрального аппарата управления (1918) // Система государственной власти и управления в России: история, традиции и современность: Ежегодный международный научный форум. Июнь 2003. СПб., 2003. С. 27-32.
- О некоторых вопросах изучения генезиса и традиции советской государственности в России // Мавродинские чтения — 2004. Актуальные проблемы историографии и исторической науки. Материалы юбилейной конференции, посвященной 70-летию исторического факультета Санкт-Петербургского государственного университета. СПб.: Изд-во СПбГУ, 2004. С. 89-90.
- О работе по подготовке академического издания «Истории Российской» В. Н. Татищева // Исторические судьбы России в научном наследии В. Н. Татищева. Материалы международной научной конференции 14-16 октября 2004 г. Астрахань: Издательский дом АГУ, 2004.
- Из истории зарождения раннебуржуазной идеологии в России начала XVIII в.: И. Т. Посошков. «Книга о скудости и богатстве» // Вестник Санкт-Петербургского университета. Серия 2: История. 2005. №.4. С. 117—135.
- Ирошников М. П., Шмидт С. О. Юбилей Г. А. Победимовой // Отечественные архивы. 2006. № 4. С. 134—135.
- Ещё раз о подготовке и научном значении академического издания «Истории Российской» В. Н. Татищева // Вестник СПбГУ. Серия 2. 2008. № 1. С. 3-7.
- Малоизвестная страничка из биографии Генриха Осиповича Графтио // Политика. Общество. Человек: К 85-летию доктора исторических наук, профессора А. З. Ваксера. СПб., 2008. С. 293—297.
- Нарком А. Н. Винокуров: из начальной истории советской системы здравоохранения и социального обеспечения // Государство, общество, архивы в истории России: К 60-летию Александра Ростиславовича Соколова. СПб.: Лики России, 2009. С. 131—134.
- Из истории выявления в Государственном архиве Российской Федерации документов первой переписи советских служащих 1918 г. // Архивы и история Российской государственности. Вып. 1. СПб.: СПбГУ, 2011. С. 141—145.
- Ирошников М. П., Ярошецкая В. П. Документы ЦГАЛИ СПб о частных библиотечных и архивных собраниях в Петрограде в годы Гражданской войны // Археографический ежегодник за 2006 г. М.: Наука, 2011. С. 415—425.

Издание источников:
- «История Российская» В. Н. Татищева: в 7 томах. М.; Л., 1962—1968;
  - 2-е изд. В 8 томах. М., 1994—1996.
- Декреты Великого Октября. Л., 1977 (совм. с Ю. А. Ахапкиным);
- Before the revolution. St.Petersburg in photographs. 1890—1914. N.Y.; L., 1991;
- Без ретуши: страницы советской истории в фотографиях, документах, воспоминаниях: в 2-х т. Л., 1991;
- Николай II — последний российский император. СПб., 1992;
- Санкт-Петербург — столица российской империи. М.—СПб., 1993.